# آهنگ روستایی
آهنگ روستایی (به فرانسوی: La Symphonie Pastorale) نام یک کتاب ادبی است که توسط آندره ژید، نویسندهٔ اهل فرانسه در سال ۱۹۱۹ نوشته شده است. این کتاب یکی از آثار مشهور ادبی جهان است.
این کتاب با چندین نام توسط مترجمان مختلف به فارسی برگردانده شده است:
- آهنگ روستایی، ترجمهٔ داوود نوابی، انتشارات شبنم
- سمفونی کلیسایی، ترجمهٔ عبدالحسین شریفیان، انتشارات اساطیر
- سمفونی پاستورال، ترجمهٔ محمد مجلسی، انتشارات دنیای نو
- سمفونی روحانی، ترجمهٔ فریده مهدوی‌دامغانی، انتشارات تیر
- آهنگ عشق، ترجمهٔ علی‌اصغر سعیدی، نشر قطره
- سمفونی پاستورال، ترجمهٔ سیروس ذکاء، انتشارات فرهنگ جاوید، ۱۳۹۷